# Kaap de Goede Hoopbrug
De Kaap de Goede Hoopbrug (brug no. 256) is een vaste brug in Amsterdam-Oost.
De brug is gelegen tussen de Schalk Burgerstraat en de Nobelweg en overspant de Ringvaart op de grens tussen de Transvaalbuurt en de Watergraafsmeer. In september 1924 werd er 4500 gulden uitgetrokken voor een houten voetgangersbrug ter plaatse, doch het voetveer bleef maar heen- en weer varen. In oktober 1926 werden opnieuw plannen gemaakt, de aanbesteding volgde in december 1926. Het hulpbruggetje lag er in januari 1927, gevolgd door een definitievere versie, die bekend werd als het Gele bruggetje. Er waren klachten over die brug, want ze sloot aan de overzijde nergens op aan; er lag daar alleen een boerderij. In 1939 werd gekeken of er een nieuwe brug kon komen, in 1941 werd die nog beloofd; tramlijn 3 zou er overheen gaan rijden. De Tweede Wereldoorlog gooide roet in het eten.
In 1958 besloot de gemeenteraad dat een moderne stenen brug noodzakelijk was om het verkeer door te laten stromen. In april 1960 lag de brug er al. Ze kreeg de weinig gebruikte officieuze naam Zuid-Afrikabrug. De brug heeft de structuur van de jaren zestig met betonnen liggers etc. en eenvoudige stalen leuningen. De brug vormde toen de verbinding tussen de Schalk Burgerstraat en Nobelweg.  
In 2016 wilde de gemeente Amsterdam een einde maken aan de wildgroei van officieuze namen van bruggen. De bevolking kon kiezen tussen a).de officieuze naam intrekken, b).de officieuze naam officieel maken of c).een nieuwe naam geven. Er werd gekozen voor mogelijkheid c en de brug kreeg haar verwijzing naar Kaap de Goede Hoop. De brug ligt in een wijk, waarbij bijna alle aanduidingen refereren aan Zuid-Afrika.  

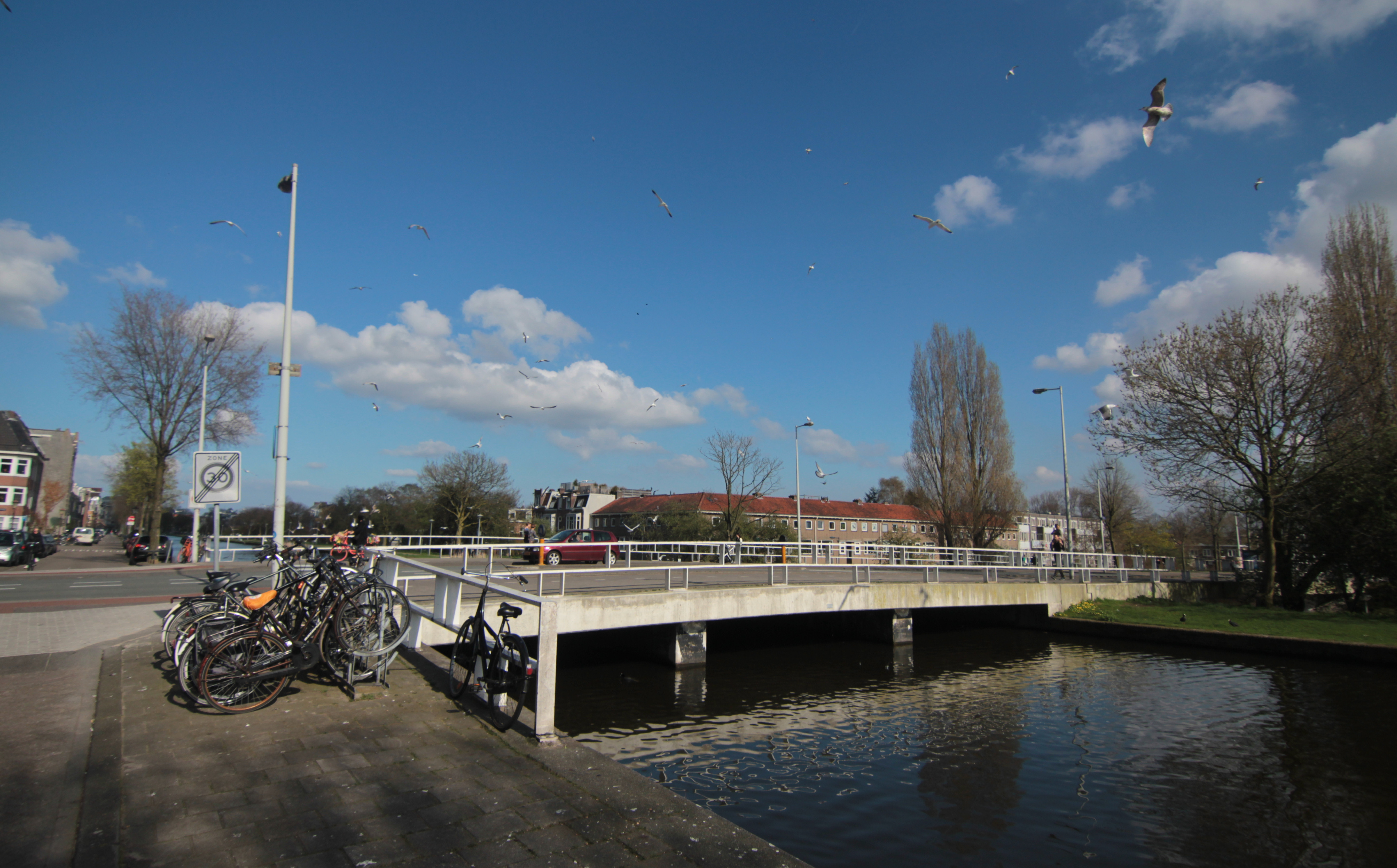
De brug in 2017

<<< · 200 · 201 · 202 · 203 · 204 · 205 · 206 · 207 · 208 · 209 ·  210 · 211 · 212 · 213 · 214 · 215 · 216 · 217 · 218 · 220 · 221 · 222 · 223 · 224 · 225 · 226 · 227 · 228 · 228P · 229 · 230 · 231 · 232 · 233 · 234 · 235 · 236 · 237 · 238 · 239 ·  240 · 241 · 242 · 243 · 244 · 245 · 246 · 247 · 248 · 249 ·  250 · 251 · 252 · 253 · 254 · 255 · 256 · 257 · 258 · 259 · 260 · 261 · 262 · 263 · 264 · 265 · 266 · 267 · 270 · 271 · 272 · 273 · 274 · 275 · 277 · 278 · 279 · 280 · 281 · 283 · 285 · 286 · 287 · 288 · 289 · 290 · 291 · 292 · 293 · 295 · 296 · 297 · 298 · 299 · >>>
Brugnummers 219, 268, 269, 276, 282, 284, 294 zijn niet (meer) in omloop.